# Parque Botánico Araluen
El Zoológico de Perth (inglés: Araluen Botanic Park) es un parque y jardín botánico de 59 hectáreas de extensión, en Roleystone, Australia Occidental, Australia. 

## Localización e información
Se encuentra en un valle de los Darling Ranges aproximadamente a 30 km al sur de Perth, Western Australia, en el suburbio de Roleystone.
Araluen Botanic Park Roleystone, Western Australia 6151 Australia.
Planos y vistas satelitales.32°07′S 116°06′E / -32.117, 116.100
Se cobra una tarifa de entrada. Se encuentra abierto todos los días del año.

## Historia
La finca fue comprada en 1929 por Jack Simons a nombre de la Young Australia League (YAL), para utilizarla como zona de acampada. El YAL puso los jardines botánicos de Araluen a la venta en 1985 (pero conservó Simons Camp). 
Un inversor privado iba a construir en el terreno, no obstante las comunidades locales reunieron al gobierno estatal para comprar el parque. Animado por el fuerte apoyo de la comunidad, el gobierno estatal compró el parque en 1990.
La asociación "Araluen Botanic Park Foundation" (Inc.) fue creada en julio de 1990 con la intención de trabajar junto a la "WA Planning Commission" para restaurar el Parque. 
Desde 1995, la Fundación ha administrado el Parque en arrendamiento al "WA Planning Commission".

## Colecciones botánicas
En el parque se cultivan una mezcla de diversas variedades de plantas exóticas, sin embargo el parque conserva numerosas plantas remanentes de la flora nativa local.
Entre los equipamientos incluye una tienda de regalos, cafetería y un centro multifuncional, parqueadero, excusados, un tren en miniatura y senderos de paseo. La antigua piscina es ahora un lago.

## Eventos
Araluen alberga varios eventos a lo largo del año, incluyendo el "Tulip Festival" (Festival de los Tulipanes) en primavera y el "Fremantle Chilli Festival" en el verano en la "Fremantle Esplanade", así como el "Fremantle Fishing Boat Harbour".
Desde el año 1997 hasta el 2007 se viene organizando todas las primaveras un festival anual de música popular el "Folk Music Festival".
Los días con actividades para los niños se realizan durante las vacaciones escolares.

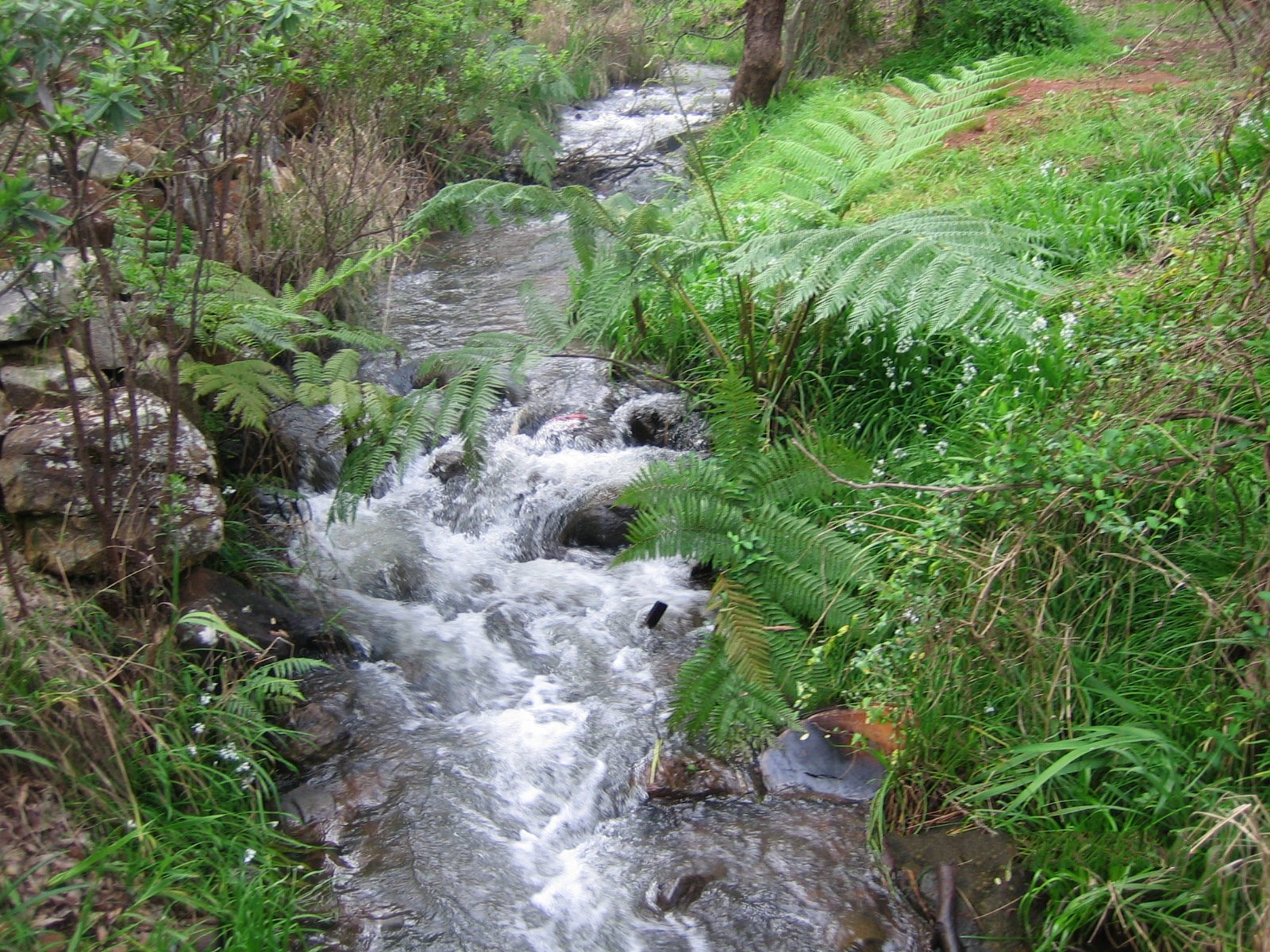
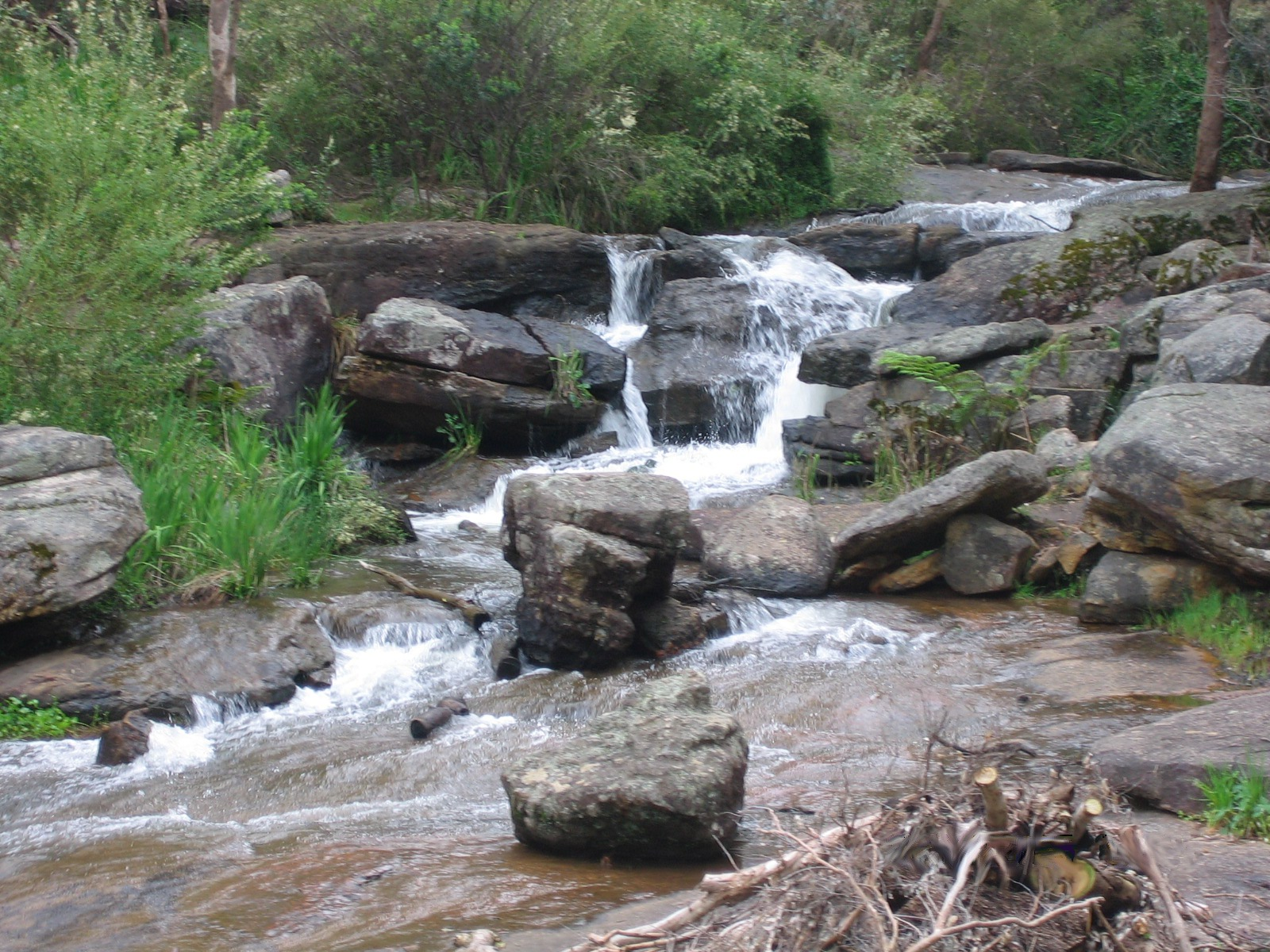
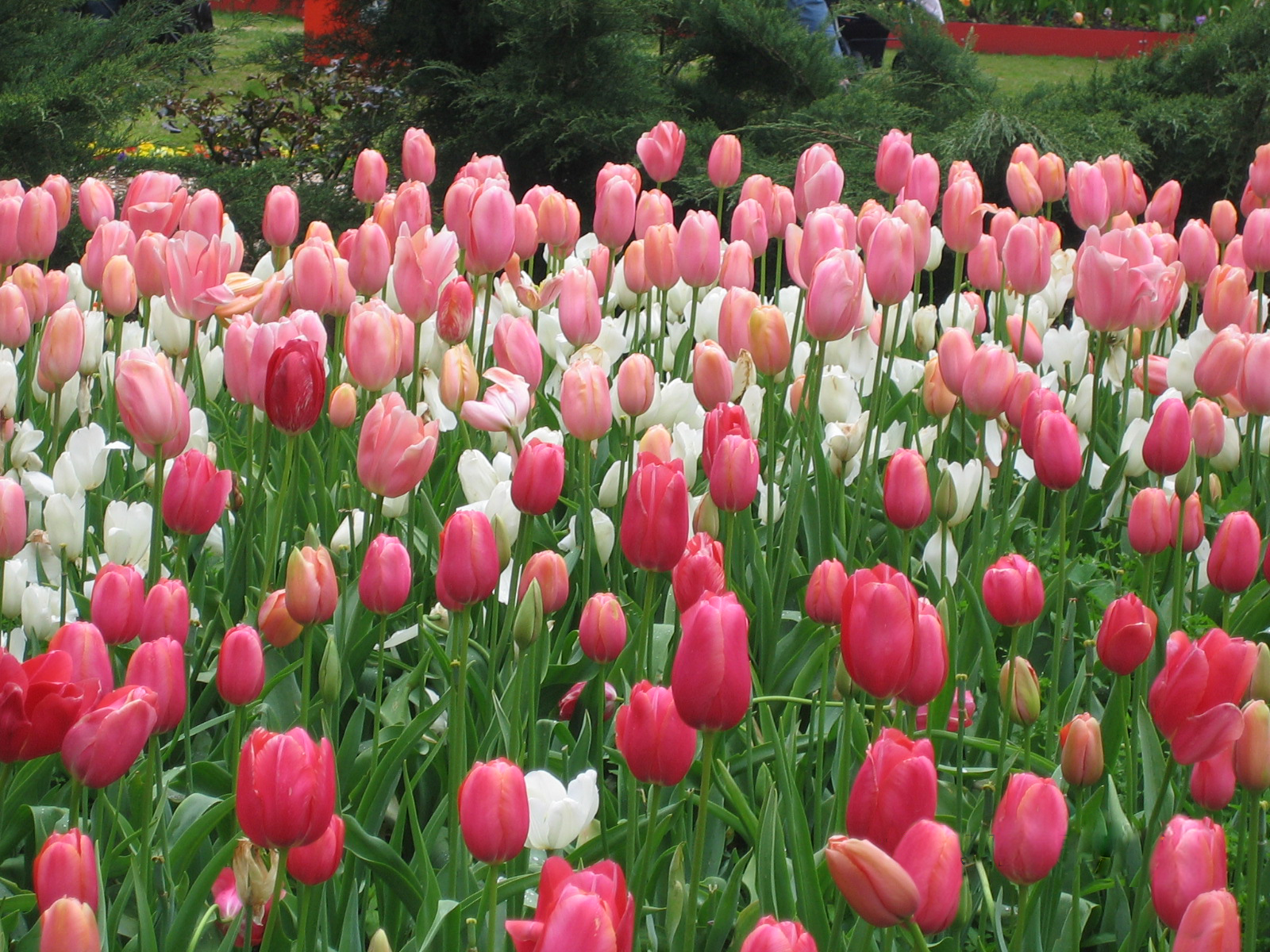
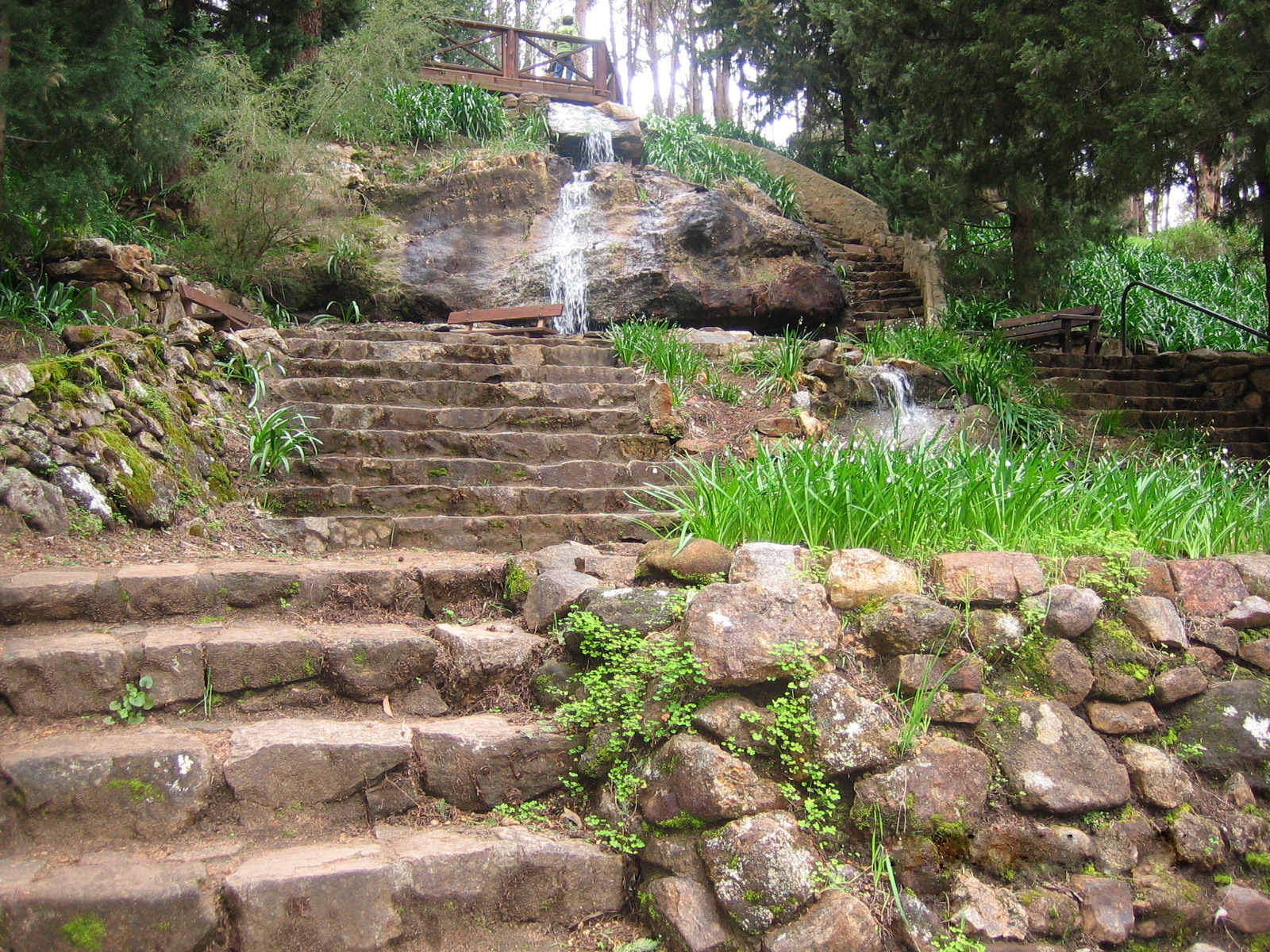